# 이종일 (1858년)
이종일(李種一, 1858년 12월 10일(음력 11월 6일) ~ 1925년 8월 31일)은 조선 말의 문신, 개혁운동가이자 한국의 언론인이며 독립운동가, 국문학자이다. 3.1 운동 당시 민족대표 33인의 한 사람이며, 보성사에서 3만 5천 부의 독립선언문을 인쇄하였다. 아호는 옥파(沃波), 천도교 도호는 묵암(默庵)이다. 천연자(天然子), 중고산인(中皐散人), 중헌(中軒)이라는 필명도 사용했다.
1882년 일본 수신사 박영효의 수행원으로 다녀온 뒤, 개화 운동에 투신하여 독립협회, 만민공동회 등에서 활동했다. 또한 독립신문과 황성신문의 필진으로 활동하였다. 1906년 손병희의 권고로 천도교에 입도한 뒤에는 천도교 포교활동 외에 3.1 운동에도 가담하였다. 3.1 운동이 실패로 돌아간 후에는 국문학자로 활동하였다. 천도교 교역자이자 정치인이었던 이종린은 그의 친척 동생이었다.

## 생애

### 초기 활동
성주이씨 이교환(李敎煥)의 아들로 태어났다. 충청남도 태안 태안군 원북면의 양반 가문에서 출생하여 1872년 상경한 후 1873년 과거에 급제하면서 개화파 관료의 길을 걷게 되었다. 1882년 8월 수신사 박영효가 일본에 갈 때 사절단 일원으로 수행하면서 메이지 유신 이후의 일본 근대 문물을 직접 보고 온 것 또한 영향을 끼쳤다. 이후 유교사상에서 벗어나 실학과 개화 사상에 관심을 갖게 되었다. 1894년에는 보성보통학교 교장으로 취임하여 교육사업에 전념하였다. 1898년 경까지 내부주사, 중추원 의관등의 관직을 역임했으며, 이후 학부의 국문연구소(정3품) 위원으로 피임되기도 하였다.
1896년 서재필, 윤치호, 주시경 등과 함께 독립신문 창간에 참여하고 필진의 한 사람이 되었다. 1896년 11월 독립협회와 만민공동회에 참여하여 연사로 활동하였다. 1898년 3월 개화운동 단체인 대한제국민력회를 조직하고, 회장으로 추대되었다. 또한 민영환과 흥화학교를 세웠고, 1902년 2월 김가진, 지석영과 국문학교를 설립하는 등 의무교육실시와 교육 기회 평등을 강조하였다. 1898년 중추원 의관에 임명되었으나 10개월만에 사퇴하였다. 1898년 3월 이승만 등이 참간한 경선신문에 논설을 쓰기 시작하였다. 1899년 독립협회와 만민공동회가 폐쇄당하자 언론 활동에 전념하였다. 이후 이승만 등과 함께 한글 신문인 《제국신문》을 창간하고 필진으로 활동했으며, 《대한황성신문》 사장을 맡아 언론계에서 활동했고, 독립협회와 대한자강회에 참가하고 교육 사업에도 적극적으로 뛰어드는 등 개화 사상에 기반한 계몽 운동에 활발히 나섰다.
1898년 7월 25일 황제 고종의 탄신일 경축기사에 성수만세(聖壽萬歳)가 성수망세(聖壽亡歳)로 오기되었다가 불경죄로 투옥되었으나 타인의 조작으로 판명되어 곧 풀려났다.

### 독립 운동
1905년 12월 홍산 최학래의 권유로 천도교에 입교하였다. 손병희와는 제국신문 창간 당시부터 교분이 있었다. 윤치호, 윤효정 등과 함께 대한자강회에도 참여하였다.
1906년 9월 대한자강회의 평의원으로 애국계몽운동을 전개하였다. 대한자강회는 일제에 의해 강제해산되었으며, 후신 조직으로 대한협회가 조직되었다. 1907년(융희 1년) 11월에는 대한협회의 조직에도 참여하였다. 한일 합방 조약 이후에는 천도교 월보사 부장으로 활동하며 종교 활동에 전념하였다. 또한 천도교에서 운영하는 천도교 월보과장(月報課長)과 보성 인쇄주식 회사(普成印制株式會社) 사장을 역임했다.
1912년 천도교의 재정과 신도 수, 전국적 조직망 등을 이용하여 독립 만세운동을 계획, 1894년 갑오년 동학 농민 운동, 1904년 갑진년 개화 신생활 운동에서 이름을 따 1914년 갑인년에 재현하는 삼갑운동(三甲運動)으로 불리는 대대적인 민중운동을 계획하였으나 사전에 탄로나 실패하였다. 또한 임예환, 이종훈에게 일제의 경제수탈로 인한 농어민 피해현장 실태조사를 벌였다. 이 조사결과를 토대로 보성사 사원 6여명과 함께 범국민신생활운동을 추진하였다. 10월 31일 '민족문화수호운동본부'가 조직되었고, 총재에는 손병희가 추대되고, 이종일은 회장을 맡았다.
1914년 8월 천도교 내의 비밀조직인 천도구국단을 결성하여 손병희를 명예총재에, 이종일은 단장에 취임하였다. 이 조직은 독립 이후 국가건설에 대비한 수임기구의 역할로 조직되었으며, 훗날 3.1운동 발아의 모태가 되었다. 1918년 윌슨 미 대통령의 민족자결주의가 발표되고, 2월 중순 리투아니아와 에스토니아가 독립을 선언하자 이종일은 손병희에게 독단적으로라도 시위운동을 벌이겠다고 주장했다. 9월 9일을 거사일로 잡고 시위운동을 계획하였으며, 이른바 '무오 독립시위'계획이다. 당시 선언서 작성 미비, 원로 교섭 지연, 자금 부족, 민중 동원 조건 미성숙등으로 미수에 그치고 말았다.
1919년 3·1 운동 때는 민족대표 33인으로서 이 운동에 깊이 관여했다. 천도교가 운영하던 인쇄소인 보성사(普成社) 사장을 맡고 있던 이종일이 기미독립선언서를 거사 열흘 전부터 비밀리에 인쇄한 것이다. 당시 보성사는 최신식 인쇄 기술을 갖추고 있었으며, 이종일은 이곳에서 천도교의 월보(月報)를 펴내고 있었다. 독립선언서는 당초 이종일이 작성할 계획이었으나, 평소 과격한 언사로 인해 과격파로 인식되어 최남선이 작성하는 것으로 바뀌었다.
이종일은 거사의 핵심중 하나인 독립선언서 인쇄 작업을 성공적으로 수행한데다 최남선과 함께 이승훈을 통한 기독교 대표들과의 연결 고리를 주선하였다. 3.1 운동 당시 보성사에서 사비를 들여, 기미독립선언문 유인물 3만 5천 부를 인쇄하여 배포하였다. 이에 따라 공판에서 민족대표 중에서도 주범의 한 사람으로 지목되어 징역 3년형을 선고 받고 2년 6개월 복역이후 가출옥했다.

### 생애 후반
출옥하자마자 1922년 3월 1일 또다시 천도교 교인 등을 중심으로 3.1 만세 운동 3주년이 되는 날을 기해 천도교 신자들, 보성사 직원 50여명과 함께 거리로 나가 제2의 3.1 운동 기념식을 거행하기로 계획하고 그때 낭독할 제2의 독립선언문인 자주독립선언문 초고를 2월 20일에 직접 작성, 김홍규에게 인쇄토록 하였다가 태안경찰서 직원의 감시망에 걸려 사전에 탄로나고, 인쇄물은 모두 압수당하였다. 이후 조선국문연구회 회장을 역임하며 한글맞춤법을 연구한 한글학자이기도 했다. 그는 또다른 독립 만세 시위를 기획하고 저서 《한국독립비사》를 쓰다가 압수당하였다. 그밖의 저서로는 1919년 ~ 1922년에 메모 비슷하게 기록한 《옥파 비망록》을 남겼다.
집안이 가난하였던 그는 삼순 구식으로 끼니를 해결하던 중 1925년 8월 31일 경성부 죽첨정 정목 31번지 자택에서 영양실조로 사망하였다.

## 사후
- 서울 미근동 공립보통학교에서 사회장으로 장례식이 거행되고, 아현리 화장장에서 화장되어 이태원 공동묘지에 안장되었다가, 1936년 5월 17일 손녀 이장옥, 친척 이종린 등에 의해 미아리 공동묘지로 이장되었다.
- 대한민국 정부는 그의 공헌을 기려 1962년 건국훈장 대통령장을 추서하였다.
- 1978년 이종일기념사업회가 발족하였으며, 1986년생가 터가 복원되어 있고,[1], 2009년 8월 생가터에 기념관이 건립되었다. 태안의 충애사(忠愛祠)에 영정이 안치되었다.[2]
- 그가 쓴 제2의 독립선언문은 구전으로만 전하다가 1979년 2월 27일 묵암기념사업회(회장 이병도) 소속 이현희 교수가 묵암비망록에서 발굴해냈다.[3]
- 독립선언서를 인쇄했던 서울 종로구 조계사 뒤편 옛 보성사 터(종로구 수송공원)에 이종일의 동상이 있다.

## 저서
- 《한국독립비사》
- 《옥파 비망록》

## 가족 관계
동아일보 1936년 5월 17일자 3면에 소개된 그의 손녀딸 이장옥에 대한 소개에서 손녀 이장옥은, 할아버지가 옥중에 있을 때 아들(이장옥의 아버지)이 먼저 사망하고, 이장옥은 서조모와 서모 손에 자랐다는 대목이 실려 있다.
- 아버지 : 이교환(李敎煥, 1841년 10월 20일 ~ 1878년 1월 16일)
  - 부인 : 이씨(李氏)[5]
    - 아들 : 이학순(李學淳, 1885년 7월 27일 ~ 1925년 3월 27일)
    - 딸 : 이장옥(李璋玉, 1904년 ~ ? )
    - 사위 : 이운서(李雲瑞)
    - 첩며느리 : 이름 미상[4]

  - 첩 : 이름 미상[4]
  - 동생 : 이종칠(李鍾七, 1861년 8월 24일 ~ 1909년 3월 14일
    - 조카 : 이영순(李永淳, 1899년 11월 19일 ~ ? )
    - 조카 : 이용순(李龍淳, 1902년 3월 8일 ~ ?)

  - 동생 : 이종팔(李鍾八, 1873년 3월 25일 ~ 1914년 1월 11일)
    - 조카 : 이익순(李益淳, 1897년 12월 4일 ~ ? )
    - 조카 : 이형순(李亨淳, 1905년 11월 19일 ~ ? )

## 기타
그의 친척인 이종린 역시 천도교도로 경성부에 거주하고 있었으며, 권동진의 문하생이었다.

## 같이 보기
- 독립유공자로 대통령장을 수여받은 사람

## 참고자료
- 이종일 : 독립유공자 공훈록 - 국가보훈처
- 대한민국 국가보훈처, 1995년 3월 이 달의 독립 운동가 - 이종일
- 나의 독립영웅 이종일: 프리젠터: 류근 시인, 2019 - 대한민국역사박물관